# Gainax
GAINAX (яп. ガイナックス) — японська аніме-студія, створена у 1984 році. На ній були створені такі відомі аніме, як Євангеліон, Kare Kano, FLCL, Ґуррен Лаґанн та Gunbuster. Вважається однією з найкращих анімаційних студій Японії. Gainax зробила собі ім'я створенням експериментального аніме, що порушує чи розширює канони традиційних жанрів.

## Історія
Студію було засновано на початку 1980-х як Daicon Film групою молодих художників-аніматорів Анно Хідеакі, Садамотою Йошіюкі, Ямагою Хіроюкі, Акайем Такамі, Окадою Тосіо, Такедою Ясухіро та Хігучі Сіндзі. Вперше вона заявила про себе створенням короткометражного аніме Daicon III для 20-го щорічного з'їзду Nihon SF Taikai, який проводився у 1981 році в Осаці. Короткометражка розповідала про дівчину, яка спочатку бореться з монстрами, роботами та космічними кораблями з інших науково-фантастичних телесеріалів та фільмів (зокрема, Ультрамен, Гандам, Space Runaway Ideon, Space Battleship Yamato, Стар Трек, Зоряні війни та Ґодзілла), поки не потрапляє в пустелю, в ній вона виливає склянку води на висохлу редьку дайкон, яка одразу ж перетворюється на величезний космічний корабель. І дівчина телепортується на борт цього корабля. Хоч короткометражка мала амбітний задум, її анімація була неякісною.
На 22-й з'їзд Nihon SF Taikai 1983 року група створила набагато якіснішу короткометражку Daicon IV. Вона зарекомендувала Daicon Film як нову талановиту аніме-студію; хоча й невелику, з бюджетом лише 20 мільйонів єн (близько 200 000 доларів США).
У 1985 році студія змінила свою назву на Gainax. Першою її комерційною роботою став повнометражний фільм Royal Space Force: The Wings of Honneamise, що вийшов на екрани у 1987 році. Він отримав визнання критиків і став класичним аніме-фільмом, однак комерційна реакція на нього була прохолодною (Gainax намагалася розробити продовження Uru in Blue, починаючи з березня 1992 року, але не змогла це зробити через брак коштів). Наступний реліз OVA Gunbuster 1988 року отримав комерційний успіх, який дозволив випустити такі роботи, як Nadia: The Secret of Blue Water та Otaku no Video. У цей період Gainax також випускала низку товарів, такі як сувеніри та відеоігри для дорослих, дохід від яких час від часу підтримував Gainax на плаву, хоча іноді їх забороняли.
В 1991 у продажу з'явився їх перший ігровий бестселер — Princess Maker. У 1992 році з Gainax пішла група молодих аніматорів, на чолі яких стояв Седзі Мурахама. Вони створили власну студію комп'ютерної анімації Gonzo.
У 1992 році була відкрита «GAINAX-ВВС», і почалася активна участь компанії в різноманітних електронних мережних проектах. До цього часу Gainax вже стала великою фірмою на ринку створення комп'ютерної графіки та дизайнів оформлення продукції. Також вона відома організацією численних заходів та фестивалів для отаку, у тому числі й для шанувальників їхньої продукції.
Після трирічної перерви на освоєння комп'ютерного ринку в 1995 році Gainax повернулася на аніме-ринок з ТВ-серіалом Neon Genesis Evangelion, який досягнув комерційного успіху. Після цього Національне податкове агентство Японії провело перевірку Gainax на вимогу Токійського регіонального податкового бюро за підозрою в ухилянні від сплати податків з величезних прибутків. Пізніше з'ясувалося, що Gainax приховала прибуток у розмірі 1,56 мільярда єн (таким чином не сплативши 560 мільйонів єн корпоративного податку), який вона заробила між виходом Євангеліона і липнем 1997 року, виплачуючи тісно пов'язаним компаніям різні великі гонорари, нібито для оплати витрат на анімацію, але потім негайно знімала 90 % цих сум з рахунків інших компаній готівкою і зберігала їх у банківських скриньках, залишаючи 10 % як винагороду за сприяння іншої компанії.
Президент Gainax Савамура Такеші і бухгалтер Івасакі Йосікацу були заарештовані 13 липня 1999 року, а пізніше ув'язнені за шахрайство з бухгалтерським обліком. Пізніше Такеда Ясухіро виправдовував дії Савамури як реакцію на постійну нестабільність фінансів Gainax та внутрішні процедури бухгалтерського обліку:
Савамура розумів наше фінансове становище краще, ніж будь-хто інший, тому, коли Evangelion злетів і гроші дійсно почали надходити, він побачив у цьому, можливо, нашу єдину можливість відкласти щось на майбутнє. Гадаю, в той момент він був вразливий до спокус, адже ніхто не знав, як довго курка Евангеліон нестиме золоті яйця. Я не думаю, що він навмисно ставив собі за мету ухилятися від сплати податків. Скоріше, наш рівень бухгалтерських знань був недостатнім для того, щоб мати справу з доходами в такому великому масштабі.
У 2004 році Gainax відзначила своє 20-річчя виробництвом фільму Diebuster, сиквелу Gunbuster.
У 2007 році компанію покинув Хідеакі Анно, який раніше створив Studio Khara, не зумівши домовитися з керівництвом про самостійний контроль виробничого процесу Rebuild of Evangelion. Тим не менш, вони продовжували співпрацювати ще деякий час, випустивши Evangelion: 1.0 You Are (Not) Alone.
Останніми успіхами Gainax на телебаченні стали популярні аніме-серіали Ґуррен Лаґанн (2007) та Panty & Stocking with Garterbelt (2010). У серпні 2011 року компанія A.D. Vision подала до суду на Gainax, стверджуючи, що відмова Gainax прийняти опціон на безстрокові права на екранізацію Євангеліона була порушенням контракту і призвела до втрати можливості продюсувати фільм з великою студією. A.D. Vision попросила надати їй права на екранізацію фільму Євангеліон та оплатити всі юридичні витрати, що можуть виникнути.
У 2012 році компанія Gainax оголосила про створення свого першого повнометражного телевізійного серіалу EA's Rock з режисером Ямасітою Нобухіро. На Токійському аніме-ярмарку 2013 року компанія оголосила, що займеться виробництвом скасованого Uru in Blue з Ямаґою Хіроюкі як режисером і сценаристом та Садамото Йошіюкі як дизайнером персонажів. У березні 2015 року в місті Міхару було відкрито нову студію та музей, що отримала назву Fukushima Gainax.
У 2014 році Gainax попросила Studio Khara про кредит у розмірі 100 мільйонів єн (близько 1 мільйона доларів США), заявивши, що якщо вони не отримають гроші протягом трьох днів, то збанкрутують. Оскільки прохання озвучив старий друг Ясухіро Такеда, Хідеакі Анно погодився, але як умова Gainax повинна була передати права на всю продукцію та роялті за франшизою «Євангеліон» на рік раніше, ніж планувалося. Все обговорювалося без жодних відсотків. Однак компанія не тільки не виплатила кредит, але й продала права на Gunbuster та Diebuster заснованій в 2015 році студії Fukushima Gainax, а FLCL — повністю Production I.G, не сказавши нікому з Khara, працівники якої брали активну участь у створенні вищезазначених аніме.
У 2016 році Studio Khara подала позов до суду на Gainax за невиплачені 100 мільйонів єн за угодою, згідно з якою Khara мала отримувати роялті від доходу, отриманого від творів, над якими працював засновник студії Анно Хідеакі. У позові стверджувалося, що Gainax затримувала виплату роялті і накопичила великий борг перед Khara, але так і не отримала платежу за позикою. У 2017 році суддя Токійського окружного суду виніс рішення, яким зобов'язав Gainax виплатити повну суму заборгованості перед Khara. Крім того, повідомлялося, що Gainax не збиралася оскаржувати це рішення. Президент Gainax Ямага Хіроюкі опублікував публічні вибачення на сайті Gainax, заявивши, що компанія перебуває на стадії реструктуризації. У грудні 2019 року Анно стверджував, що ніхто з Gainax досі не зв'язався з ним особисто з будь-якими вибаченнями чи поясненнями.
У серпні 2018 року було оголошено, що 26 липня Fukushima Gainax була придбана Kinoshita Group Holdings, що зробило її новою дочірньою компанією Kinoshita. Fukushima Gainax змінила назву студії на Gaina і 9 серпня переїхала до Коґанеї. У грудні 2019 року представницький директор Макі Томохіро був заарештований за звинуваченням вчинення непристойних дій щодо неповнолітньої дівчини-сейю. Макі був призначений на посаду представницького директора в жовтні, але з 2015 року він був членом управління компанії, а до цього очолював Gainax International, окрему компанію, яка займалася підготовкою акторів озвучення та інших талантів, на момент інцидентів, про які йдеться.
У лютому 2020 року новим представницьким директором компанії Groundworks було призначено Камімуру Ясухіро, а також сформовано нову раду директорів, до якої увійшли Такаісі Юко (керівник відділу виробництва аніме Kadokawa Anime Business Department), Моріяма Ацуші (старший операційний директор King Records Rights Division) та Уса Йошікі (віце-президент Trigger).
У грудні 2020 року стало відомо, що Макі Томохіро був засуджений до 2,5 років ув'язнення за вчинення непристойних дій.
7-го червня 2024 року Gainax оголосила, що 29 травня подала заяву про банкрутство і припинила свою діяльність. Торгова марка Gainax була передана компанії Khara.

## Роботи студії

### Телевізійні аніме-серіали
| Назва                                                 | Рік             | Режисер(и)                            | У співробітництві    |
| ----------------------------------------------------- | --------------- | ------------------------------------- | -------------------- |
| Nadia: The Secret of Blue Water                       | 1990 — 1991     | Анно Хідеакі                          | Group TAC            |
| Neon Genesis Evangelion                               | 1995 — 1996     | Анно Хідеакі                          | Tatsunoko Production |
| Kare Kano                                             | 1998–1999       | Анно Хідеакі Сато Хірокі (16–26)      | J.C.Staff            |
| Modern Love's Silliness                               | 1999            | Іссей Куме                            | Group TAC            |
| Oruchuban Ebichu                                      | 1999            | Морівакі Макото                       | Group TAC            |
| Mahoromatic                                           | 2001–2003, 2009 | Ямага Хіроюкі Саекі Сьодзі (Specials) | Shaft                |
| Magical Shopping Arcade Abenobashi                    | 2002            | Ямага Хіроюкі                         | Madhouse             |
| Petite Princess Yucie                                 | 2002 — 2003     | Оцука Масахіко                        | AIC                  |
| This Ugly yet Beautiful World                         | 2004            | Саекі Сьодзі                          | Shaft                |
| He Is My Master                                       | 2005            | Саекі Сьодзі                          | Shaft                |
| Gurren Lagann                                         | 2007            | Хіроюкі Імаіші                        |                      |
| Corpse Princess                                       | 2008–2009       | Мурата Масахіко                       | Feel                 |
| Hanamaru Kindergarten                                 | 2010            | Мізусіма Сейдзі                       |                      |
| Panty & Stocking with Garterbelt                      | 2010            | Хіроюкі Імаіші                        |                      |
| The Mystic Archives of Dantalian                      | 2011            | Уемура Ютака                          |                      |
| Medaka Box / Medaka Box Abnormal                      | 2012            | Саекі Сьодзі                          |                      |
| Stella Women's Academy, High School Division Class C³ | 2013            | Кавадзірі Масайоші                    |                      |
| Magica Wars                                           | 2014            | Онокі Аяно                            |                      |
| Wish Upon the Pleiades                                | 2015            | Саекі Сьодзі                          |                      |

### Фільми
| Назва                                              | Рік         | Режисер(и)                          | У співробітництві                                     |
| -------------------------------------------------- | ----------- | ----------------------------------- | ----------------------------------------------------- |
| Royal Space Force: The Wings of Honneamise         | 1987        | Ямага Хіроюкі                       |                                                       |
| Nadia: The Movie                                   | 1991        | Аоно Сьо                            | Sei Young                                             |
| Neon Genesis Evangelion: Death & Rebirth           | 1997        | Анно Хідеакі Масаюкі Цурумакі Казуя | Tatsunoko Production (Death) Production I.G (Rebirth) |
| The End of Evangelion                              | 1997        | Анно Хідеакі Цурумакі Казуя         | Production I.G                                        |
| Revival of Evangelion                              | 1999        | Анно Хідеакі                        | Production I.G                                        |
| Cutie Honey                                        | 2004        | Анно Хідеакі                        |                                                       |
| Gunbuster vs. Diebuster                            | 2006        | Анно Хідеакі Цурумакі Казуя         |                                                       |
| Gekijōban Tengen Toppa Gurren Lagann (дві частини) | 2008 — 2009 | Хіроюкі Імаіші                      |                                                       |

### OVA та ONA
| Назва                                 | Рік         | Режисер(и)                    | У співробітництві |
| ------------------------------------- | ----------- | ----------------------------- | ----------------- |
| Appleseed                             | 1988        | Катаяма Кадзуйоші             |                   |
| Mahjong Hishō-den: Naki no Ryū        | 1988 — 1990 | Дезакі Сатоші                 | Magic Bus         |
| Gunbuster                             | 1988 — 1989 | Анно Хідеакі                  |                   |
| Beat Shot                             | 1989        | Акімото Такаші                |                   |
| Circuit no Ohkami 2 Modena no Tsurugi | 1990        | Куріяма Йошіхіде              |                   |
| Honoo no Tenkousei                    | 1991        | Нісідзіма Кацухіко            |                   |
| Money Wars                            | 1991        | Саотоме Юсаку                 |                   |
| Otaku no Video                        | 1991        | Морі Такеші                   |                   |
| FLCL                                  | 2000        | Цурумакі Казуя                | Production I.G    |
| Anime Tenchou                         | 2002        | Хіроюкі Імаіші                |                   |
| Re: Cutie Honey                       | 2004        | Анно Хідеакі                  | Toei Animation    |
| Diebuster                             | 2004        | Цурумакі Казуя                |                   |
| Wish Upon the Pleiades                | 2011        | Саекі Сьодзі                  |                   |
| Masamune Datenicle                    | 2016 — 2018 | Асао Йошинорі Кійомару Сатору | Gaina             |

## Інші роботи
Gainax мала певну причетність до виробництва K.O. Beast режисера Негіші Хіроші. Студія співпрацювала з іншими компаніями для створення різних робіт, таких як промо-відео 1987 року на пісню «Marionette» гурту Boøwy та ляльки «Gainax Girls» 2006 року. У 1992 році Gainax також співпрацювала з Game Arts у виробництві відеогри Alisia Dragoon. У 2004 році студія J.C.Staff спільно з Gainax випустила Melody of Oblivion. Gainax також випустила низку комп'ютерних ігор, зокрема, гру в маджонг за участю персонажів «Євангеліона» та найвідомішу з них — серію Princess Maker (пізніше вийшла аніме-адаптація Petite Princess Yucie). Студія співпрацювала з саудівською медіа компанією ARiNAT над трихвилинним аніме-трейлером «Лицар пустелі» (Sabaku no Kishi), який дебютував на фестивалі японської поп-культури ANI:ME в Абу-Дабі в Об'єднаних Арабських Еміратах. Gainax також створила серію ігор Mahoromatic Digital Maiden 1-3 у 1998 році, що дозволило Konami видати в Японії ексклюзивну гру Mahoromatic для PS2, менш відому широкому загалу.